# Сьюдад-де-ла-Пас
Сьюдад-де-ла-Пас, раніше відоме як Ояла (ісп. Ciudad de la Paz) — місто в Екваторіальній Гвінеї, яке будується для заміни Малабо як національної столиці.  Створене як міський район у Веле-Нзасі в 2015 році, тепер це адміністративна столиця Джібло, найновішої провінції Екваторіальної Гвінеї, створеної у 2017 році, і розташованої поблизу міста Менгомейен. В 2017 році місто було офіційно перейменовано на Сіудад-де-ла-Пас («Місто миру»).
За проєктом, населення міста близько 200 000 жителів, буде споруджена нова будівля Конгресу, кілька президентських вілл. Площа міста 8150 га. Уряд Екваторіальної Гвінеї переїхав до міста на початку 2017 року.

## Географія

### Розташування
Сіудад-де-ла-Пас розташований неподалік від центру Ріо-Муні, континентальної частини Екваторіальної Гвінеї, розташований між містами Бата та Монгомо і за 20 км від аеропорту Менгомейен. Електропостачання здійснюється з ГЕС Джібло потужністю 120 МВт.

## Клімат
Сіудад-де-ла-Пас має тропічний клімат, який є перехідним між тропічним мусонним кліматом та тропічним саванним кліматом. З великою кількістю опадів, в середньому 2142 мм на рік, що підтримує пишні тропічні ліси в регіоні. Існує велика волога пора, що триває 10 місяців на рік з вересня по червень, і короткий і трохи прохолодніший посушливий сезон, що охоплює два місяці — липень і серпень. Також помітно сухіші, хоч і все ж таки дощові, грудень та січень. Температура залишається високою протягом року, хоч і нижче, ніж в інших місцях з тим же кліматом, особливо зважаючи на її близькість до екватора.
| Клімат Сіудад-де-ла-Пас   | Клімат Сіудад-де-ла-Пас | Клімат Сіудад-де-ла-Пас | Клімат Сіудад-де-ла-Пас | Клімат Сіудад-де-ла-Пас | Клімат Сіудад-де-ла-Пас | Клімат Сіудад-де-ла-Пас | Клімат Сіудад-де-ла-Пас | Клімат Сіудад-де-ла-Пас | Клімат Сіудад-де-ла-Пас | Клімат Сіудад-де-ла-Пас | Клімат Сіудад-де-ла-Пас | Клімат Сіудад-де-ла-Пас | Клімат Сіудад-де-ла-Пас |
| Показник                  | Січ.                    | Лют.                    | Бер.                    | Квіт.                   | Трав.                   | Черв.                   | Лип.                    | Серп.                   | Вер.                    | Жовт.                   | Лист.                   | Груд.                   |                         |
| Середній максимум, °C     | 27,7                    | 28,2                    | 28,4                    | 28,2                    | 27,8                    | 26,4                    | 25,2                    | 25,6                    | 26,3                    | 26,9                    | 26,9                    | 27,1                    |                         |
| Середня температура, °C   | 23,1                    | 23,2                    | 23,2                    | 23,3                    | 23,1                    | 22,2                    | 21,1                    | 21,2                    | 21,9                    | 22,3                    | 22,4                    | 22,9                    |                         |
| Середній мінімум, °C      | 18,5                    | 18,3                    | 18,1                    | 18,4                    | 18,4                    | 18,0                    | 17,0                    | 16,9                    | 17,6                    | 17,8                    | 17,9                    | 18,7                    |                         |
| ------------------------- | ----------------------- | ----------------------- | ----------------------- | ----------------------- | ----------------------- | ----------------------- | ----------------------- | ----------------------- | ----------------------- | ----------------------- | ----------------------- | ----------------------- | ----------------------- |
| Джерело: Climate-Data.org |                         |                         |                         |                         |                         |                         |                         |                         |                         |                         |                         |                         |                         |